# Vittorio Rieti
Vittorio Rieti (Alessandria d'Egitto, 28 gennaio 1898 – New York, 19 febbraio 1994) è stato un compositore italiano naturalizzato statunitense.
La sua musica è tonale e  neoclassica, caratterizzata da uno stile melodico ed elegante.

## Biografia
Vittorio Rieti nacque ad Alessandria d'Egitto da genitori ebrei. Si trasferì a Milano per frequentare l'Università d'economia e commercio, per poi andare a Roma (dove visse fino al 1940) a studiare con Ottorino Respighi e Alfredo Casella.
Nel 1925, andò a vivere momentaneamente a Parigi per comporre le musiche per il balletto Barabau di George Balanchine, commissionato dalla compagnia Balletti russi di Sergej Pavlovič Djagilev, che fu rappresentato l'11 dicembre 1925 a Londra. Incontrò sua moglie nella natia Alessandria.
Per sfuggire alle persecuzioni antiebraiche del regime fascista, emigrò negli Stati Uniti nel 1940, ottenendo la cittadinanza americana il primo giugno 1944. Insegnò al Peabody Conservatory of Music a Baltimora (1948–49), al Chicago Musical College (1950–54), al Queens College di New York (1958-1960) e al  New York College of Music (1960-1964). Morì a New York il 19 febbraio 1994.

## Opere principali
Balletti
- Barabau (1925)
- Le bal (1929)
- La Sonnambula (1946)

Orchestrali
- Symphony No. 3 (1932)
- Symphony No. 4 (1942)
- Suite "La Fontaine" (1968)

Concertante
- Piano Concerto No. 3 (1955)
- Concerto per clavicembalo e violino (1952–1955, 1972)
- Cello Concerto No. 2 (1953)
- Triple Concerto per violino, viola, piano e orchestra (1971)

Da camera
- Quartetto per archi n.1, in fa maggiore (1926)
- Capriccio per violino e piano (1941)
- Partita per clavicembalo, flauto, oboe, 2 violini, viola e violoncello (1945)
- String Quartet No. 3 (1951)
- Woodwind Quintet (1957)
- String Quartet No. 4 (1960)
- Concertino for 5 Instruments per flauto, viola, violoncello, arpa e clavicembalo (1963)
- Pastorale e fughetta per flauto, viola, e piano (o clavicembalo) (1966)
- Sonata à 5 per flauto, oboe, clarinetto, fagotto e pianoforte (1966)
- Incisioni per quintetto di ottoni (1967)
- Silografie per flauto, oboe, clarinetto, corno e fagotto (1967)
- Sestetto pro Gemini per flauto, oboe, pianoforte, violino, viola e violoncello (1975)

Per piano
- Second Avenue Waltzes per due pianoforti (1942)
- Suite champêtre per due pianoforti (1948)
- Medieval Variations (1962)
- Chorale, variazioni e finale per due pianoforti (1969)

Colonne sonore
- O la borsa o la vita, regia di Carlo Ludovico Bragaglia (1933)
- Ritorno alla terra, regia di Mario Franchini (1934)
- Amore, regia di Carlo Ludovico Bragaglia (1935)
- La route heureuse, regia di Georges Lacombe (1936)
- L'orologio a cucù, regia di Camillo Mastrocinque (1938)